# FIPS-коды округов США
Коды Федерального стандарта обработки информации 6-4 (англ. Federal Information Processing Standard Publication 6-4, FIPS 6-4) представляют собой 5-значные коды Федеральных стандартов обработки информации, которые однозначно идентифицируют округа и приравненные к ним территориальные единицы США, некоторых владений США и свободно ассоциированных с США территорий.
2 сентября 2008 года Министерство торговли США, после трехлетнего рассмотрения и получения комментариев «общественности, исследовательских сообществ, производителей, общественных организаций по стандартизации и федеральных, государственных и местных органов власти», объявило, что FIPS 6-4 был одним из десяти стандартов FIPS, отозванных Национальным институтом стандартов и технологий (NIST). NIST признал FIPS 6-4 «устаревшим или не обновленным для принятия текущих добровольных отраслевых стандартов, федеральных спецификаций, федеральных стандартов данных или текущих передовых методов обеспечения информационной безопасности» и заменил FIPS 6-4 на коды «INCITS 31 — 2009» «Идентификация штатов и эквивалентных территорий в Соединенных Штатах, Пуэрто-Рико и островных районах».
В пятизначных кодах FIPS 6-4 использовались двузначные коды штатов США (FIPS 5-2, также отозванный 2 сентября 2008 года), за которыми следовал трёхзначный код округа в пределах штата или территории. Коды округов FIPS в США обычно (за некоторыми исключениями) имеют ту же последовательность, что и названия округов в алфавитном порядке в пределах штата. Они обычно (но не всегда) являются нечётными числами, поэтом новые или изменённые названия округов могут быть помещены в список в алфавитной последовательности.
В ответ на решение NIST Бюро переписи населения США объявило, что заменит коды FIPS 6-4 на коды INCITS 31 после переписи 2010 года, а на переходный период введёт новые коды. Бюро переписи населения решило, что, основываясь на многолетней практике использования кодов FIPS, будет продолжать использовать название FIPS для своих обновлённых кодов, именуя их «спецификацией» FIP, поскольку FIPS-кодов как официального стандарта больше не существует.
FIPS-коды округов США также использовались Системой экстренного оповещения (EAS) и метеорологической радиослужбой NOAA для определения географического местоположения своих систем оповещения населения, работающих по протоколу SAME. В этом случае в качестве первой цифры кода использовался ноль в качестве «символа подстановки», превращая каждый FIPS-код в 6-значный. В будущем первая цифра может быть использована в этой числовой схеме для представления предварительно определённого подразделения округа.